# Jacob Zachar
Jacob Zachar es un actor estadounidense nacido en Chicago, Illinois el 16 de mayo de 1986 (38 años). Zachar aterrizó con su primer papel actuando en 2006 con el papel de Ernest en la película "Little Big Top". A partir de entonces,  ha participado en algunas películas e incluso una serie, Greek.

## Carrera
Su gran éxito lo tiene ahora, en la serie Greek.
Rusty Cartwright es desempeñado por Jacob Zachar en la serie de televisión Greek. Durante sus años de inferioridad social en la escuela secundaria, ahora quiere hacer su vida universitaria salvaje y divertida con la promesa de entrar por sí mismo en una fraternidad. Sin embargo, este buen corazón ingenuo y geek tiene mucho que aprender sobre la gente de su alrededor , y cómo cada vez es más impredecible. También tiene que lidiar con su hermana mayor Casey, que se ocupa solo de sí misma y se distancia de él como muchos otros. A pesar de todo esto, él logra siendo tal y como es, entrar y comprometerse en la fraternidad Kappa Tau Gamma.

## Vida privada
- Vocalista de un grupo de música funk/rock llamado Megaband con su página oficial (MySpace) del grupo.
- Su primera película fue Drunkboat con John Malkovich. 
- Ha actuado en algunos cortos incluidos Little Big Top y Bodega. 
- Ha actuado en numerosas producciones escénicas entre ellos "On The Golden Pong", "Big: El Musical" y "Guys and Dolls". (edit)
- Jacob ha trabajado en anuncios comerciales de Carl's Jr y Dunkin 'Donuts. 
- Jacob ha dado voz en la película Surf's Up.

## Filmografía
1. Greek .... Rusty Cartwright (2007-2011)
2. Surf's Up (2007) (voice) .... Additional Voices
3. Drunkboat (2007) .... Abe
4. Bodega (2006) .... Cashier
5. Little Big Top (2006) .... Ernest